# Schizoporella fayalensis
Schizoporella fayalensis is een mosdiertjessoort uit de familie van de Schizoporellidae. De wetenschappelijke naam van de soort is voor het eerst geldig gepubliceerd in 1903 door Calvet.